# Ray Berres
Pour les articles homonymes, voir Berres.
Ray Berres (31 août 1907 à Kenosha, Wisconsin – 1er février 2007) était un joueur des ligues majeures de baseball. Il était receveur (catcher) et droitier.
Il joua 561 matchs en MLB pour les Brooklyn Dodgers (1934, 1936), Pittsburgh Pirates (1937-1940[début de saison]), Boston Bees (1940[fin de saison]), Boston Braves (1941) et New York Giants (1942-1945). 
Sa carrière de joueur achevée, il entra pour deux décennies dans le staff technique des Chicago White Sox.
Il meurt le 1er février 2007 à l'âge de 99 ans, d'une pneumonie.